# Den Troep
Den Troep is een 6-delige documentaire reeks, die in 2013 wordt uitgezonden door de Vlaamse tv-zender Canvas.
Centraal in de reeks staat de rekruut, die werd verplicht zich een tijd ter beschikking te stellen van het Belgisch leger. Een periode waarvan de duur afhankelijk was van het oproepingsjaar en de plaats van de kazerne. Die verplichte legerdienst - enkel voor mannen - bleef bestaan tot 1993 en richtte zich in principe naar de 18-19-jarigen. Diegenen die langer studeerden gingen ook later hun dienstplicht doen. Meestal werden die dan KRO (kandidaat reserve officier) of KROO (kandidaat reserve onderofficier) of ook gewoon soldaat.
De Canvas-documentaire handelt over de periode na de Tweede Wereldoorlog, toen België - tijdens de Koude Oorlog - een bezettingsleger had in West-Duitsland.
De afleveringen zijn opgebouwd rond persoonlijke getuigenissen van voormalige soldaten en leidinggevend personeel, aangevuld met archiefbeelden. Tekenaar Merho, schrijver Walter van den Broeck, muzikant Roland Van Campenhout en filosoof Erik Oger zijn enkele bekenden onder hen.
| Afl. | Onderwerp                       | Datum            | Kijkcijfers |
| ---- | ------------------------------- | ---------------- | ----------- |
| 1    | Het Klein Kasteeltje            | 5 november 2013  | 159.333     |
| 2    | Jongen wordt man                | 12 november 2013 | 225.355     |
| 3    | Bij ons in Duitsland            | 26 november 2013 | 209.509     |
| 4    | Naar de oorlog                  | 3 december 2013  | 167.062     |
| 5    | Waar zijn we me bezig?          | 10 december 2013 |             |
| 6    | De schoonste tijd van ons leven | 17 december 2013 |             |